# Mimosema versilinea
Mimosema versilinea är en fjärilsart som beskrevs av Paul Dognin 1911. Mimosema versilinea ingår i släktet Mimosema och familjen mätare. Inga underarter finns listade i Catalogue of Life.